# Попов, Григорий Борисович
Григорий Борисович Попов (род. 15 мая 1966 года, Ленинград, РСФСР, СССР) — российский театральный менеджер, театральный художник-технолог. С 2013 по 2018 г. был директором Александринского театра. Заслуженный работник культуры Российской Федерации (2010).

## Карьера
Родился в семье работников культуры и искусства: отец — драматург Борис Голлер, мать — директор Музея Анны Ахматовой в Фонтанном доме Нина Попова. Работал заместителем директора Молодёжного театра на Фонтанке, затем заместителем художественного руководителя Александринского театра, а с 2013 по 2018 г. — директором Александринского театра.
В Александринском театре при его непосредственном участии в 2005 году осуществлена масштабная реставрация-реконструкция исторической сцены театра. В 2013 году построен и введен в эксплуатацию инновационный комплекс Новой сцены Александринского театра, признанный сегодня одной из самых высокотехнологичных площадок Европы.
В прессе высказывались предположения о том, что Григорий Попов является конечным бенефициаром компании «Театрально-декорационные мастерские» (ТДМ), ставшей фигурантом уголовного дела против бывшего вице-губернатора Санкт-Петербурга Марата Оганесяна, обвинённого в мошенничестве при строительстве стадиона «Зенит-Арена». В заявлении Следственного комитета РФ о задержании Марата Оганесяна Григорий Попов назван в числе лиц, причастных к совершению противоправных действий. По информации «Делового Петербурга», он сотрудничает со следствием и был в числе тех, кто сообщил правоохранительным органам о вымогательстве взятки, совершённом Оганесяном.
В апреле 2017 года депутат Государственной думы Валерий Рашкин направил в Министерство культуры запрос об освобождении Григория Попова от должности директора Александринского театра, ссылаясь на то, что Григорий Попов является фигурантом уголовного дела и, предположительно, осуществлял или осуществляет руководство коммерческим предприятием параллельно с работой в театре.
В январе 2020 года в Арбитражный суд Петербурга и Ленобласти был подан иск о признании Григория Попова банкротом. Сумма требований к нему от компании «Хорд» составила 780 тыс. евро.

## Награды и звания
- Орден Дружбы (26 октября 2016 года) —  за большие заслуги в развитие отечественной культуры и искусства, многолетнюю плодотворную деятельность[12][13].
- Заслуженный работник культуры Российской Федерации (19 апреля 2010 года) — за заслуги в области культуры и многолетнюю плодотворную работу[14].